# Kleinweingarten
Kleinweingarten ist ein Gemeindeteil des Marktes Pleinfeld im Landkreis Weißenburg-Gunzenhausen (Mittelfranken, Bayern). Kleinweingarten liegt in der Gemarkung Mischelbach.

## Lage
Das Dorf liegt östlich von Pleinfeld, westlich von Kemnathen und südöstlich von Mischelbach. Südlich fließt der Arbach vorbei. Bis zum Großen Brombachsee sind es etwa fünf, bis Pleinfeld etwa drei Kilometer. Die Kreisstraße WUG 16 verbindet den Ort mit der knapp einen Kilometer westlich verlaufenden Bundesstraße 2.

## Geschichte
Bis zur Gemeindegebietsreform am 1. Juli 1972 war Kleinweingarten ein Gemeindeteil der ehemaligen Gemeinde Mischelbach.

## Baudenkmäler
- Dorfkapelle St. Marien (Kleinweingarten)